# 오병희
오병희(吳秉熙, 1953년 2월 10일 ~ )는 대한민국의 의사이자 서울대학교 의과대학 교수이며, 서울대학교병원장을 역임하였다.

## 생애
1953년 대구에서 태어났다. 1977년 서울대학교 의대를 졸업하고 1987년부터 서울대학교에서 순환기내과 교수로 재직 중이다.
오병희는 심장질환과 고혈압 분야의 권위자다. 심부전·고혈압의 다양한 국제 임상시험 연구에 국가대표 연구자로 참여했다. 특히 2005년 국내 연구진으로서는 처음으로 고혈압 신약 다국가 3상 임상시험 총괄연구책임자로 선임됐다. 새로운 고혈압 치료제가 미국 식품의약국(FDA)에 허가 받을 수 있게 주도적인 역할을 하며 국내 임상시험 수준의 국제 신뢰도를 높였다.
1994년 3월 국내 첫 원거리 심장이식에 성공했다. 이후 서울대병원 심장이식 프로그램 책임자로 심장이식의 활성화에 기여했다. 고혈압·심부전 관련 200여 편 이상의 SCI(과학기술논문 색인지수)급 논문을 발표했다.
1998년부터 2002년까지 서울대학교병원 기획조정실장, 2003년부터 2007년까지 강남센터 원장, 2007년부터 2010년까지 진료부원장 등 병원 경영과 관련된 주요 요직을 두루 역임했다.
2013년 5월 제16대 서울대학교병원 원장으로 취임했다.

## 학력
- 1968년 ~ 1971년 : 경북고등학교
- 1971년 ~ 1977년 : 서울대학교 의학 학사
- 서울대학교 대학원 내과학 석사
- 1981년 ~ 1986년 : 서울대학교 대학원 내과학 박사

## 경력
- 서울대학교 의과대학 내과학교실 교수
- 서울대학교병원 순환기내과 교수
- 1998년 ~ 2002년 : 서울대학교병원 기획조정실 실장
- 2001년 : 대한고혈압학회 평의원
- 2001년 : 대한순환기학회 평의원
- 2002년 ~ 2004년 : 제12대 대한순환기학회 학술이사
- 2003년 ~ 2007년 : 서울대학교병원 헬스케어시스템 강남센터 원장
- 2004년 ~ 2007년 : 서울대학교병원 심혈관센터 센터장
- 2004년 ~ 2007년 : 서울대학교병원 순환기내과 분과장
- 2004년 : 대한순환기학회 대외협력이사
- 2007년 ~ 2010년 : 서울대학교병원 진료부 부원장
- 2010년 : 대한민국의학한림원 정회원
- 2013년 5월 ~ 2016년 5월 : 제16대 서울대학교병원 병원장
- 국립대병원장협의회 회장
- 한국국제의료협회 회장
- 한국U헬스협회 회장
- 2013년 6월 : 대한병원협회 부회장
- 2014년 4월 : 한국국제의료협회 회장
- 2014년 12월 ~ 2016년 12월 : 대한심장학회 이사장
- 2016년 1월 ~ 2017년 12월 : 한국의료질향상학회 회장
- 2018년 3월 ~ : 메디플렉스 세종병원 병원장 겸 메디플렉스 세종병원 심장내과 진료과장

## 수상
- 2014년 자랑스런한국인대상 의료발전부문
- 2015년 국민훈장 목련장